# Caustic Graphics
Caustic Graphics — американская частная компания, работающая в области компьютерной графики и полупроводниковой индустрии. Штаб-квартира компании находится в городе Сан-Франциско.

## Продукция
Caustic Graphics разработала несколько программных и аппаратных решений в сфере трассировки лучей (англ. Ray Tracing) и аппаратного ускорения этого метода рендеринга.
«CausticOne» является платой, производящей аппаратное ускорение алгоритмов трассировки лучей. «CausticOne» содержит встроенную память типа DDR2 SO-DIMM, ко которой имеется одноканальный 64-битный доступ. «CausticOne» может обеспечить интерактивный (в режиме реального времени) рендеринг методом трассировки лучей.
Open Ray Tracing Language (OpenRL) является открытым платформо-независимым стандартом программирования, который предназначен для использования в приложениях трассировки лучей. Он базируется на «CausticGL», составной части «CausticRT». Как и OpenGL, OpenRL содержит шейдерный язык RLSL (OpenRL shading language), который основан на GLSL и обеспечивает компилируемые в реальном времени программируемые шейдеры для трассировки лучей.
«CausticRT» является общей платформой, которая объединяет все программные решения Caustic Graphics в единый конвейер разработки.

## История
Caustic Graphics была основана в городе Сан-Франциско Джеймсом МакКомби (англ. James McCombe), Люком Петерсоном (англ. Luke Peterson) и Райаном Солсбери (англ. Ryan Salsbury), которые до этого занимались в Apple разработками OpenGL и алгоритмов рендеринга для iPhone и iPod. На март 2009 года число сотрудников компании составляло 35 человек, среди которых множество бывших специалистов из Autodesk, Apple, ATI, Intel и NVIDIA.
10 марта 2009 года Caustic Graphics опубликовала пресс-релиз, который имел значительный резонанс в профильной прессе. В пресс-релизе Caustic Graphics сообщила, что намерена совершить революцию на рынке трёхмерной графики. Так, компания заявила о своём намерении выпустить 23 апреля аппаратное решение под названием «CausticOne», способное, согласно пресс-релизу, в сочетании со специализированным программным обеспечением производства Caustic Graphics, повысить скорость создания высококачественных 3D-изображений методом трассировки лучей в 20 раз по сравнению с доступными на рынке аппаратными решениями. Кроме этого, было объявлено о планах выпустить в 2010 году следующее поколение аппаратных ускорителей трассировки лучей, которые обеспечат 200-кратный прирост производительности. В пресс-релизе было процитировано сообщение доктора Джона Педди (англ. Jon Peddie), основателя и президента аналитического агентства Jon Peddie Research:

Трассировка лучей в реальном времени стала святым граалем для компьютерной графики начиная с 1979 года — эта мечта всегда была на горизонте, но никогда не смогла стать достижимой. Демонстрации работали на системах с 16 и более процессорами, на суперкомпьютерах и других экзотических устройствах, но никогда ранее подобная система не была достижима в рамках бюджета для домашнего ПК. Caustic Graphics совершила прорыв с комбинацией небольшого аппаратного ускорителя и некоторого очень инновационного программного обеспечения, благодаря чему стало возможным создавать сложные изображения, выполненные при помощи трассировки лучей в большом разрешении и в режиме реального времени, — а это просто ошеломительное достижение.
Оригинальный текст (англ.)
Real-time raytracing has been the holy grail of computer graphics since 1979 - a dream always on the horizon but never within reach. Demos have been done with 16 or more processors, super computers, and other esoteric devices, but never anything that was within reach of a PC budget. Caustic Graphics has made the breakthrough with a combination of a small hardware accelerator and some very innovative software to be able to deliver real-time, complex, high-resolution raytraced images - this is an amazing accomplishment.

Вместе с данными заявлениями в пресс-релизе была опубликована некоторая информация о самой компании Caustic Graphics и её сотрудниках.
В августе 2009 года Caustic Graphics продемонстрировала своё специализированное аппаратное обеспечение по ускорению трассировки лучей на SIGGRAPH 2009.
19 февраля 2010 года Caustic Graphics объявила о создании открытого платформо-независимого стандарта программирования «OpenRL», которое предназначено для использования в приложениях трассировки лучей. «OpenRL» — первый открытый стандарт для аппаратного ускорения трассировки лучей. До этого времени все желающие использовать трассировку лучей с аппаратным ускорением должны были либо сами писать программные интерфейсы для оборудования, либо пользоваться проприетарными API от разработчиков оборудования, например CUDA для графический процессоров nVidia.
29 марта 2010 года компания Aftercad Software, поставщик облачных приложений для рендеринга и моделирования трёхмерной графики, заявила об использовании OpenRL во всех её программных продуктах.
21 июля 2010 года об использовании OpenRL в своих продуктах заявила британская компания Lightworks, специализирующаяся на программах нелинейного редактирования видео и создания трёхмерной графики. Причём первый «контакт» между Caustic Graphics и Lightworks был установлен летом 2009 года, когда продукты последней были оптимизированы под работу на графических ускорителях Caustic Graphics.
14 декабря 2010 года в официальном пресс-релизе компания Imagination Technologies сообщила, что намерена в ближайшем будущем купить компанию Caustic Graphics вмесмте со всеми её патентами, наработками и технологиями. Сама Caustic Graphics будет интегрирована в структуру Imagination Technologies. Сумма сделки составляет $27 млн (£17,1 млн).

## Внешние ссылки
- Ryan Shrout. Caustic Graphics Ray Tracing Acceleration Technology Review (англ.) 6. PC Perspective[англ.] (20 апреля 2009). — Объёмная статья, посвящённая всему спектру продукции Caustic Graphics. Приводится тестирование аппаратных и программных продуктов Caustic Graphics, их рецензирование, аналитика. Дата обращения: 23 июля 2010. Архивировано 4 мая 2012 года.
- Jonathan Erickson. Reinventing Ray Tracing Will ray tracing supersede rasterization? (англ.). Dr. Dobb's Journal (15 июля 2009). Дата обращения: 23 июля 2010. Архивировано 4 мая 2012 года.